# Case Sensitive
Case Sensitive is een dramaserie van de Britse zender ITV1 met in de hoofdrollen Olivia Williams als detective sergeant (DS) Charlie Zailer en Darren Boyd als detective inspector (DI) Simon Waterhouse. De serie ging in première op 2 mei 2011. In totaal zijn vier afleveringen geproduceerd. 

## Samenvatting
In Point of Rescue (seizoen 1) worden Geraldine Bretherick en haar vijf jaar oude dochter dood gevonden in een badkamer. Dit wordt ontdekt door Sally de minnares van de man van Geraldine Bretherick. Is het moord, zelfmoord of misschien iets nog gruwelijker? Hoe waterdicht is het alibi van  echtgenoot Mark Bretherick ?
In The other half lives (seizoen 2) krijgt DS Zailer van een sportschoolvriendin het verzoek om na te gaan of haar nieuwe vriendje een strafblad heeft. Hij heeft haar namelijk verteld een vrouw te hebben vermoord.